# 松本益弘
松本 益弘（まつもと ますひろ、1933年4月21日 - ）。日本の商学者。元・北海商科大学（北海学園北見大学から改称）教授。兵庫県神戸市出身。
専門は、観光学（観光政策論・国際観光論・観光産業経営論、観光マーケティング・地域観光振興論）。　

## 略歴

### 学歴
- 1956年 - 同志社大学商学部卒業

### 職歴
- 1956年 - 近畿日本ツーリスト入社（国内旅行部長、販売推進部長、国際旅行部長、東北営業本部長などを歴任(1987年まで)）
- 1973年 - 財団法人日本余暇文化振興会・事業部長（1975年まで）
- 1988年 - KINTETSU INTERNATIONAL EXPRESS INC（米国）最高経営責任者（1993年まで）
- 1993年-　ツーリスト・インターナショナル・アシスタンスサービス社長（1996年まで）
- 1997年 - 北海学園北見大学（現・北海商科大学）商学部教授(2004年まで）
- 2004年 - 富山福祉短期大学教授（2005年まで）

#### 学内における役職
- 北海学園北見大学　国際交流委員長、留学生相談室長

#### 兼職
- 1982年-1986年　Japan assosiation of Travel Agents（日本旅行業協会）インバウンド委員）
- 1985年-1986年    全米旅行業者協会（ASTA＝American Society of Travel Agents)日本代表
- 1978年-1987年    立教大学社会学部観光学科特別講義講師
- 1999年-2003年 　桜美林大学兼任講師

#### 学外における役職
- 「ニューヨーク同志社会・会長」
- 国土交通省「北海道のみちを考える懇談会」委員、観光・情報部会座長
- 東京ＹＭＣＡアドバイザー
- 北見市「香り彩るまちづくり推進機構」会長
- 北見市初代観光大使

このほか数多くの国土交通省、観光団体、北海道、北見市に関する公職を務める
※北見オホーツク愛着を強く唱えたが、職を終えてすぐ東京に居異動した。

## 所属学会
日本観光研究学会、総合観光学会、北海道経済学会などに所属

## 著書
- 『観光学辞典』（同文館出版、1997年、執筆者として参加）
- 『観光教育』（くんぷる、2001年、執筆者として参加）ほか